# Estadio Carlos Belmonte
Das Estadio Carlos Belmonte ist das städtische Fußballstadion der spanischen Stadt Albacete in der gleichnamigen Provinz in der autonomen Region Kastilien-La Mancha. Hier empfängt der Fußballclub Albacete Balompié seine Gegner. Es bietet heute 18.000 Zuschauern Sitzplätze.

## Geschichte
Das am 9. September 1960 eröffnete Stadion mit 12.000 Plätzen war damals noch mit einer Leichtathletikanlage ausgestattet und unüberdacht. Der Name geht auf den damaligen Bürgermeister zurück, der auch Architekt war und das Stadion entwarf. Im Jahr 1970 wurde die Haupttribüne überdacht und eine Flutlichtanlage aufgestellt. Nachdem Albacete 1991 in die erste Liga aufstieg, wurde die Sportstätte komplett renoviert und mit dem Bau einer neuen Tribüne erweitert auf 15.000 Plätze.
Im Jahr 1998 schaffte man durch die Absenkung des Spielfeldes zusätzliche Zuschauerplätze. Die Stehplätze wurden zu Sitzplätzen umgewandelt. Die Umkleidekabinen wurden erneuert und eine Videoüberwachungsanlage installiert. Um das südlich des Stadtzentrums gelegene Stadion liegen ein Campus der Universität Kastilien-La Mancha und das städtische Schwimmbad. Hinter der Haupttribüne liegen vier Tennisplätze und ein Kunstrasen-Fußballfeld.